# Gonnelien Rothenberger
Gonneke Antoinette Arnolda Johanna Adriana Robertine Rothenberger –conocida como Gonnelien Rothenberger– (nacida como Gonneke Antoinette Arnolda Johanna Adriana Robertine Gordijn, Weert, 5 de junio de 1968) es una jinete neerlandesa que compitió en la modalidad de doma. Está casada con el jinete Sven Rothenberger, y su hijo Sönke compitió en el mismo deporte.
Participó en los Juegos Olímpicos de Atlanta 1996, obteniendo una medalla de plata en la prueba por equipos (junto con Tineke Bartels, Anky van Grunsven y Sven Rothenberger). Ganó una medalla de plata en el Campeonato Mundial de Doma de 1998 y tres medallas en el Campeonato Europeo de Doma entre los años 1993 y 2001.

## Palmarés internacional
| Juegos Olímpicos   | Juegos Olímpicos         | Juegos Olímpicos  | Juegos Olímpicos |
| Año                | Lugar                    | Medalla           | Categoría        |
| ------------------ | ------------------------ | ----------------- | ---------------- |
| 1996               | Atlanta (Estados Unidos) | Medalla de plata  | Por equipos      |
| Campeonato Mundial |                          |                   |                  |
| Año                | Lugar                    | Medalla           | Categoría        |
| 1998               | Roma (Italia)            | Medalla de plata  | Por equipos      |
| Campeonato Europeo |                          |                   |                  |
| Año                | Lugar                    | Medalla           | Categoría        |
| 1993               | Lipica (Eslovenia)       | Medalla de bronce | Por equipos      |
| 1997               | Verden (Alemania)        | Medalla de plata  | Por equipos      |
| 2001               | Verden (Alemania)        | Medalla de plata  | Por equipos      |